# Mannersdorf am Leithagebirge
Mannersdorf am Leithagebirge osztrák város Alsó-Ausztria Bruck an der Leitha-i járásában. 2022 januárjában 4150 lakosa volt. 

## Elhelyezkedése

Mannersdorf am Leithagebirge a Bruck an der Leitha-i járásban

A mannersdorfi kastély

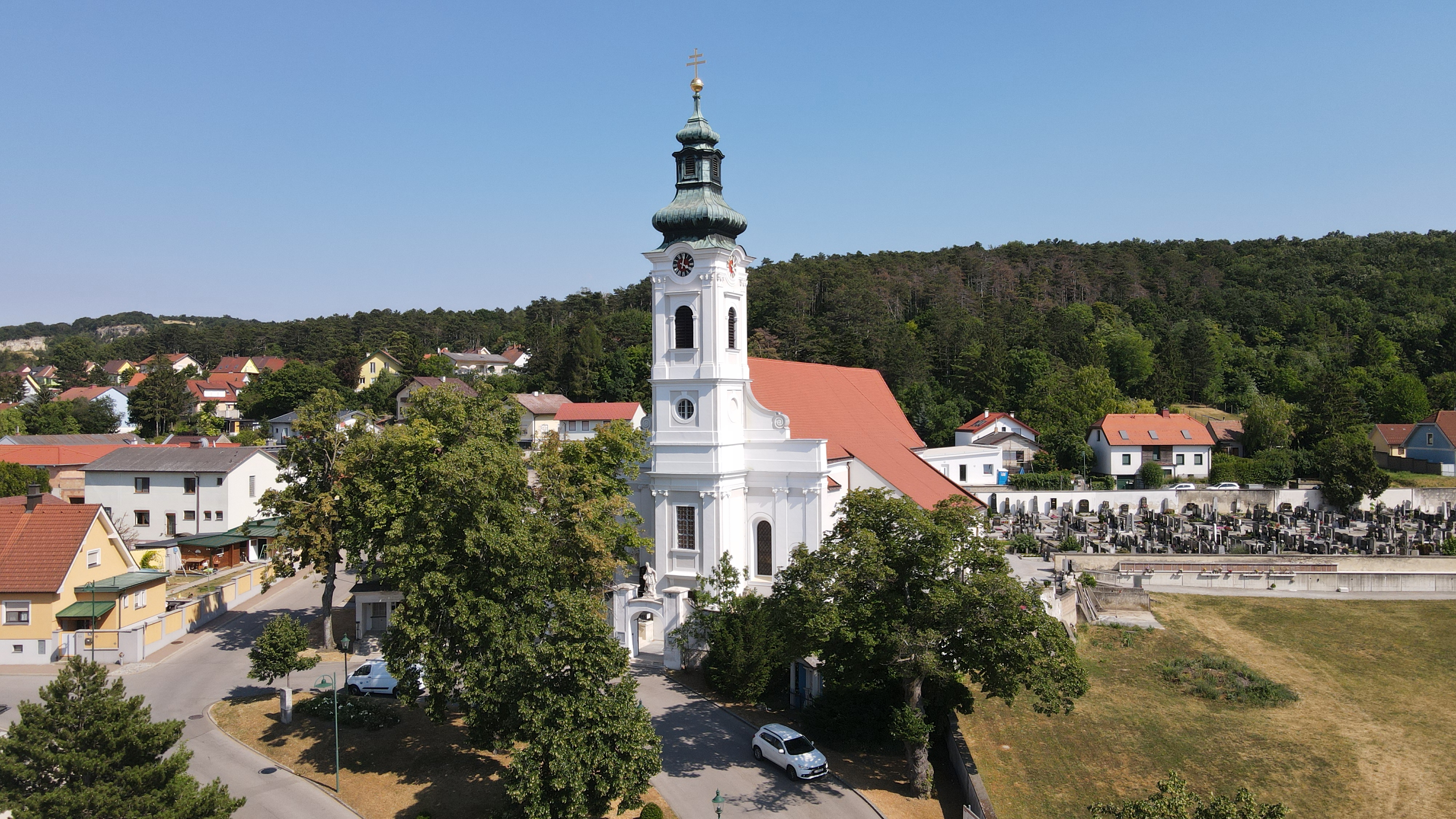
A Szt. Márton-plébániatemplom

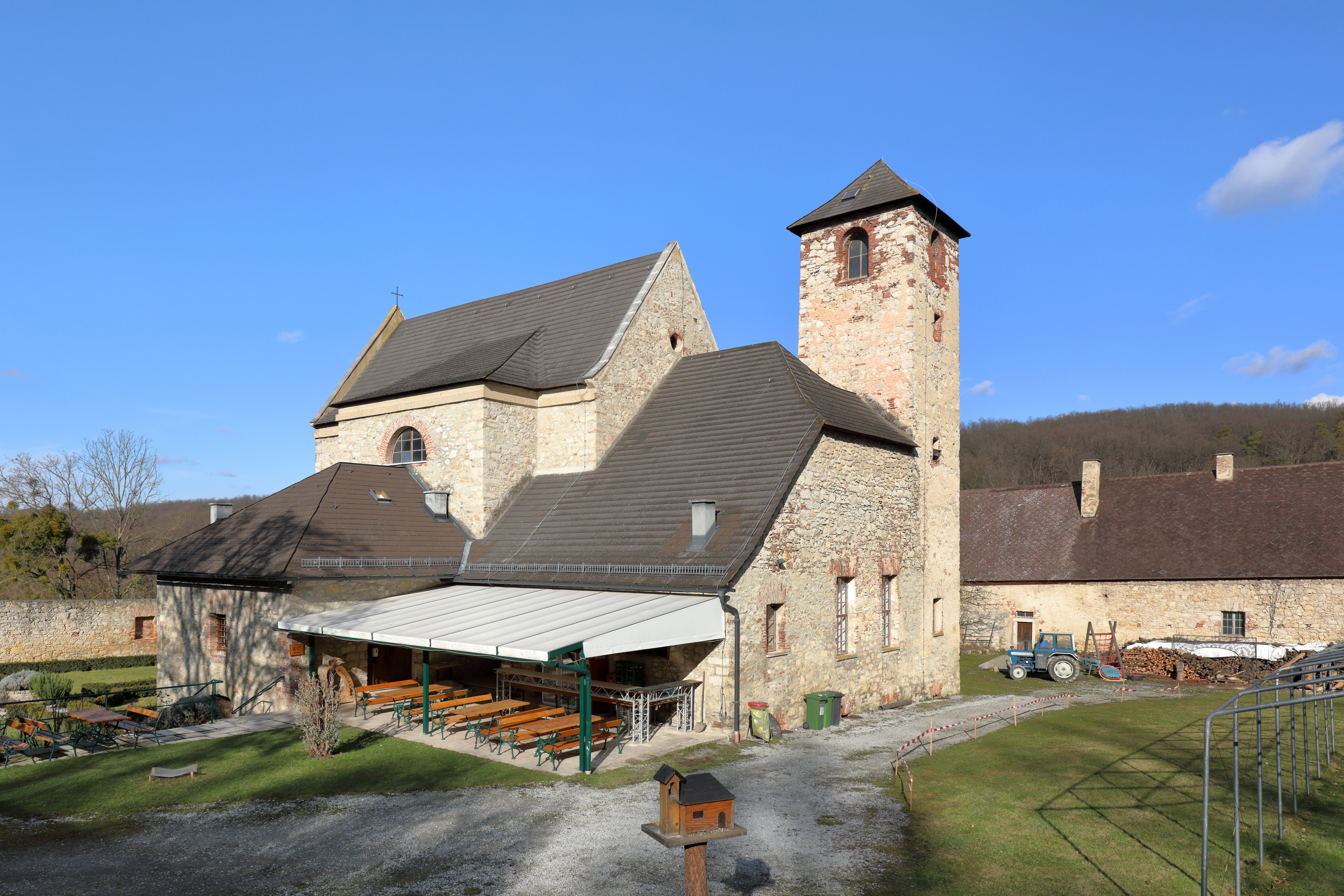
A volt karmelita kolostor

Mannersdorf am Leithagebirge a tartomány Industrieviertel régiójában fekszik, a Lajta-hegység lábainál. Északnyugati határát a Lajta folyó alkotja. Területének 41,3%-a erdő, 43,6% áll mezőgazdasági művelés alatt. Az önkormányzat három települést és településrészt egyesít: Mannersdorf am Leithagebirge (3424 lakos 2022-ben), Sandberg (76) és Wasenbruck (650). 
A környező önkormányzatok: délnyugatra Hof am Leithaberge, nyugatra Reisenberg, északra Götzendorf an der Leitha, északkeletre Lajtasomorja, délkeletre Feketeváros (utóbbi Burgenlandban).

## Története
A mezőváros területén a korai kelta La Tène-kultúrához tartozó temetőt tártak fel a régészek, amely 90 sírt tartalmazott. Az ókor végéről egy hun koponyát találtak, amelyen a jellegzetes koponyanyújtás technikáját alkalmazták. Mannersdorf első említése 1233-ból származik. 1644-ben Mantovai Eleonóra császárné karmelita kolostort alapított a településen, amelyet a törökök Bécs 1683-as ostroma során elpusztítottak, majd az újjáépült kolostort II. József császár 1783-ban bezáratta. II. József 1786-ban bezáratta a mannersdorfi fürdőt is, pedig az igen népszerű volt, Mária Terézia is meglátogatta. 
A 19. századtól a település gazdaságának alapját a mészkőbányászat képezte. A követ és a belőle égetett meszet a bécsi építkezésekhez szállították, majd 1894-ben megalapították a mannersdorfi cementgyárat, amely máig az ország legnagyobb ilyen jellegű létesítménye. 
Mannersdorfot 1990-ben emelték városi rangra. 

## Lakosság
A Mannersdorf am Leithagebirge-i önkormányzat területén 2022 januárjában 4150 fő élt. A lakosságszám 1934 óta 3800-4100 között ingadozik. 2020-ban az ittlakók 81,6%-a volt osztrák állampolgár; a külföldiek közül 1,2% a régi (2004 előtti), 11,5% az új EU-tagállamokból érkezett. 4,7% az egykori Jugoszlávia (Szlovénia és Horvátország nélkül) vagy Törökország, 0,9% egyéb országok polgára volt. 2001-ben a lakosok 75,6%-a római katolikusnak, 4,4% evangélikusnak, 8,3% mohamedánnak, 10,5% pedig felekezeten kívülinek vallotta magát. Ugyanekkor 27 magyar élt a városban; a legnagyobb nemzetiségi csoportot a németek (89%) mellett a törökök (7,5%) alkották.
A népesség változása:

| 2016 | 3 992 |
| 2018 | 4 069 |

## Látnivalók
- a Szt. Márton-plébániatemplom

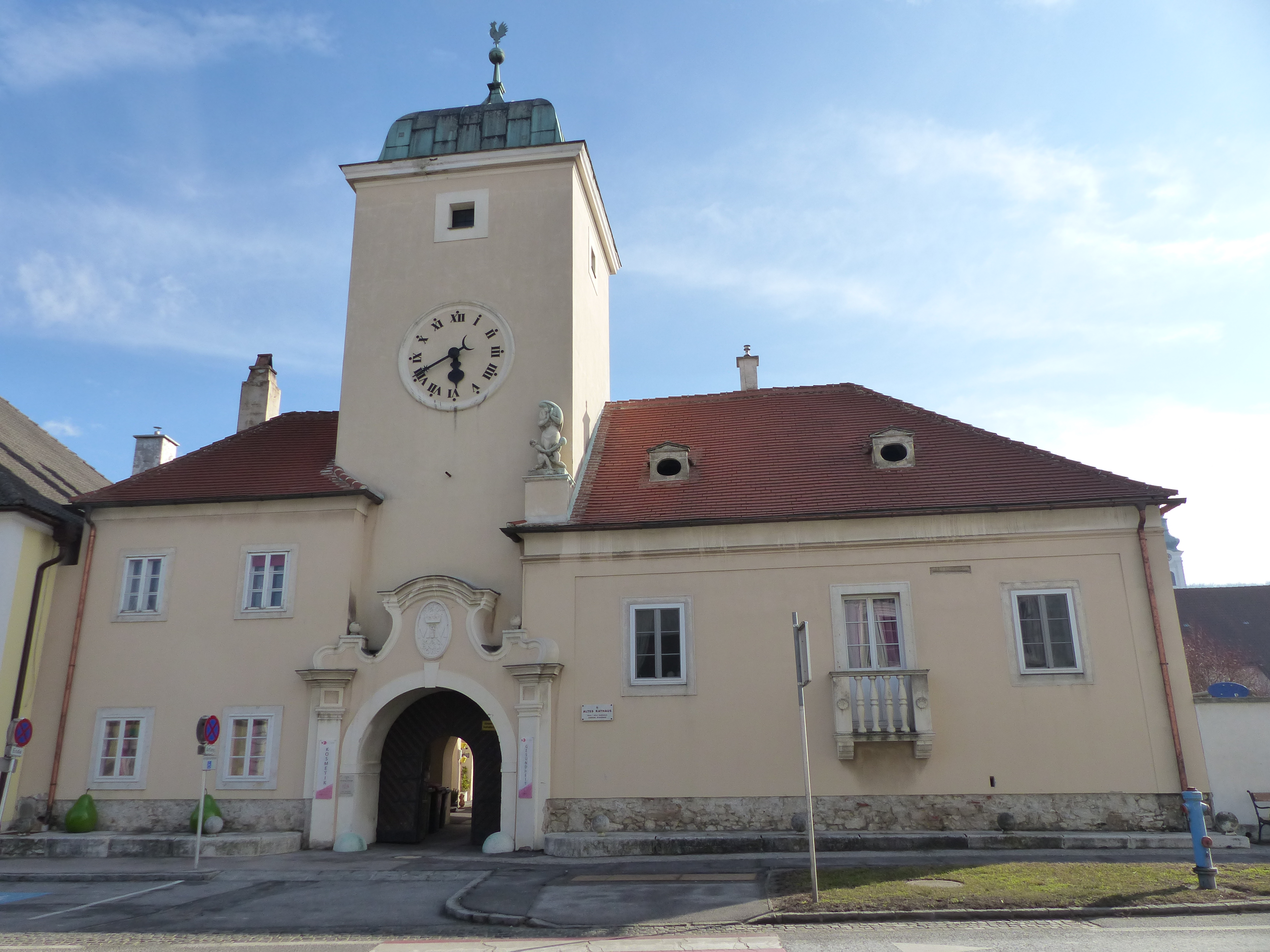
A régi városháza

- a mannersdorfi kastély, ma városháza
- a kastély 217. századi magtárja, ma múzeum
- a volt karmelita kolostor
- a régi városháza
- a 17. századi pestisoszlop
- az 1893-ban épült mészégetőkemence és múzeum

## Fordítás
- Ez a szócikk részben vagy egészben  a   Mannersdorf am Leithagebirge című német Wikipédia-szócikk ezen változatának fordításán alapul.  Az eredeti cikk szerkesztőit annak laptörténete sorolja fel. Ez a jelzés csupán a megfogalmazás eredetét és a szerzői jogokat jelzi, nem szolgál a cikkben szereplő információk forrásmegjelöléseként.